# Эрнандес, Роберто (спринтер)
Роберто Эрнандес (исп. Roberto Hernández Prendes; 6 мая 1967, Лимонар, Матансас, Куба — 5 июля 2021, Гавана) — кубинский легкоатлет, специализировавшийся в беге на 400 метров. Серебряный призёр летних Олимпийских игр 1992 года в Барселоне в составе эстафетной команды 4x400 метров, бронзовый призёр чемпионата мира 1987 года в подобной дисциплине. Обладатель действующего национального рекорда в беге на 400 м.